# Alegeri locale în județul Harghita, 2020
Alegerile locale au loc pe 27 septembrie.Se alege pesedintele de consiliu judetean, primarul, consilierii locali si cei judeteni.

## Rezultate
| partid   | nr. voturi | % | mandate |
| -------- | ---------- | - | ------- |
| UDMR     |            |   |         |
| AMT      |            |   |         |
| POL      |            |   |         |
| USR-PLUS |            |   |         |
| PNL      |            |   |         |
| PSD      |            |   |         |
| PMP      |            |   |         |

### Presedintele CJ
| partid   | nr. voturi | % |
| -------- | ---------- | - |
| UDMR     |            |   |
| AMT      |            |   |
| USR-PLUS |            |   |
| POL      |            |   |
| PNL      |            |   |
| PSD      |            |   |
| PMP      |            |   |
| PRO      |            |   |